# فلاديسلاف سوبرياها
فلاديسلاف سوبرياها (بالأوكرانية: Владислав Сергійович Супряга) (مواليد 15 فبراير 2000) هو لاعب كرة قدم أوكراني يلعب حاليًا كمهاجم لنادي دينامو كييف.

## روابط خارجية
- فلاديسلاف سوبرياها على موقع الاتحاد الأوربي (الإنجليزية)
- فلاديسلاف سوبرياها على موقع اتحاد أوكرانيا (الإنجليزية)
- فلاديسلاف سوبرياها على موقع قاعدة بيانات كرة القدم.إي يو (الإنجليزية)
- فلاديسلاف سوبرياها على موقع ليكيب (الفرنسية)
- فلاديسلاف سوبرياها على موقع Soccerway.com (الإنجليزية)
- فلاديسلاف سوبرياها على موقع عالم كرة القدم.نت (الإنجليزية)